# テンジャングク
テンジャングㇰ（朝鮮語: 된장국、Doenjang-guk）は韓国料理、スープ料理の一種。
日本語のカタカナ表記としてはテンジャンクク、テンジャンクッ、テンジャンクックもある。日本では味噌汁（韓国式味噌汁、韓国風味噌汁、韓国味噌汁）として紹介されている。

## 概要
「テンジャン（된장）は「韓国味噌」の意で、「グㇰ（국）」は「スープ」の意である。
日本の味噌汁と同様に毎日のように食される家庭料理でもあり、そのバリエーションも味噌汁同様に無数にある。日本の味噌汁も韓国のテンジャングㇰもそれぞれの国民に愛される料理なのは変わりないが、違いは使用する味噌にある。日本の味噌が麹菌で発酵させるのに対し、テンジャンは枯草菌で発酵させる。
フリーズドライのインスタントテンジャングㇰも市販されている。

## 類似料理との違い
味噌汁
味噌汁は八丁味噌などの赤味噌（赤だし味噌）を使う場合を除き、味噌を加えた後に強く煮立たせないが、テンジャングㇰはテンジャンを入れた後に煮立たせる。煮立たせることで旨味が増すとされる。

## 歴史
李氏朝鮮時代の王族は日に5回の食事を採っていたが、そのうち2回は「水刺床」と呼ばれる正式な食膳だった。水刺床の構成は「五湯十二楪」と呼ばれ、飯やキㇺチに加えて汁物料理が5品、その他、煮物や焼き物、蒸し物などおかず類12品がつく。「五湯」の中にはテンジャングㇰも含まれている。